# Ricardo Harris
Ricardo Harris Archival (Limón, 22 marzo 1974) è un ex calciatore costaricano, di ruolo difensore.